# Revista Internacional del Trabajo
La Revista Internacional del Trabajo (RIT) es una publicación científica internacional, sujeta a revisión por pares, sobre ciencias del trabajo, editada en tres idiomas (inglés, español y francés) por la Organización Internacional del Trabajo (OIT). En la actualidad es publicada y distribuida en nombre de la OIT por Wiley-Blackwell y ofrece artículos seleccionados en abierto. Los artículos publicados son seleccionados por un consejo editorial (por el método "doble ciego") compuesto por expertos independientes en las diversas ciencias del trabajo provenientes de distintas universidades del mundo. 
La RIT fue fundada en 1921, en cumplimiento de uno de los compromisos contraídos en las Cláusulas laborales del Tratado de Versalles (Parte XIII), que puso fin a la Primera Guerra Mundial.
En la actualidad tiene un factor de impacto de 0.222 (2014).
Está indizada en dos rúbricas del Journal Citation Reports © Ranking: 2014: 23/26 (Industrial Relations & Labor); 303/333 (Economics), así como en ABI/INFORM, Academic Search Premier, Business Source Elite,  
Latindex y Dialnet, CIRC (grupo C), y se le ha asignado un ICDS de 6.477.
Esta revista es miembro de la International Association of Labour Law Journals. En ella han publicado prestigiosos pensadores del ámbito del trabajo y del empleo, las relaciones laborales y la seguridad social, entre ellos siete galardonados con el Premio Nobel: Léon Jouhaux, Bertil Ohlin, Alva Myrdal, W. Arthur Lewis, Jan Tinbergen, Amartya Sen y Joseph Stiglitz. 

## Línea editorial
La RIT publica artículos académicos inéditos de carácter o interés internacional sobre economía del trabajo, derecho laboral, sociología del trabajo, protección social, relaciones laborales y cualquier otra temática relacionada con el mundo del trabajo. Su objetivo, según se define en su página web, es fomentar la investigación y alimentar el debate científico y político reuniendo y divulgando estudios inéditos de juristas, economistas, sociólogos y especialistas en ciencias políticas, protección social y relaciones laborales en torno a los problemas y controversias fundamentales del mercado laboral actual. También contiene una sección de apuntes y debates con pequeños artículos de carácter más aplicado, y otra de reseñas bibliográficas.

## Fundación y primeros años
La creación de la RIT obedece a uno de los compromisos adoptados por los Estados Partes en el Tratado de Versalles en 1919, concretamente en su artículo 396, en el que se establecen las funciones de la Oficina Internacional del Trabajo, órgano permanente de la Organización Internacional del Trabajo, fundada asimismo en virtud del Tratado. El párrafo 4 del artículo 396 establece lo siguiente: «4. [La Oficina] redactará y publicará en francés, en inglés y en cualquier otra lengua que el Consejo de administración considere conveniente, un boletín periódico, consagrado al estudio de las cuestiones relativas a la industria y al trabajo y que tengan interés internacional».
Este artículo pertenece a la Parte XIII del Tratado, redactada por la Comisión de Legislación Internacional del Trabajo, y a las denominadas «Cláusulas laborales». El hecho de incluir este tipo de cláusulas en un tratado de paz respondía a la convicción, expresada en su preámbulo, de que «la paz no puede fundarse sino sobre la base de la justicia social», y de que «existen condiciones de trabajo que implican para un gran número de personas la injusticia, la miseria y las privaciones, lo cual engendra tal descontentó que la paz y la armonía universales están en peligro»; las condiciones a las que se refiere el preámbulo del Tratado de Versalles se detallan de este modo: «y considerando que es urgente mejorar dichas condiciones, por ejemplo, en lo concerniente a la reglamentación de las horas de trabajo, a la fijación de una duración máxima de la jornada y de la semana de trabajo, al reclutamiento de la mano de obra, a la lucha contra el paro, a la garantía de un salario que asegure condiciones de existencia decorosas, a la protección del trabajador contra las enfermedades generales o profesionales y los accidentes del trabajo, a la protección de los niños, de los adolescentes y de las mujeres, a las pensiones de vejez y de invalidez, a la defensa de los intereses de los trabajadores ocupados en el Extranjero, a la afirmación del principio de la libertad de asociación sindical, a la organización de la enseñanza profesional y técnica y a otras medidas análogas».
El primer número de la RIT ve la luz, en inglés y en francés, en enero de 1921. Albert Thomas, primer director general de la OIT, lo anuncia a la Conferencia Internacional del Trabajo en junio de ese mismo año». Tal como describe Thomas, en esta primera época se trata de un boletín mensual que incluye varias secciones en las que se proporcionan estadísticas, noticias en el ámbito tanto industrial como jurídico, notas y reseñas bibliográficas. Lo que anuncia desde sus comienzos el carácter de revista científica, tal como hoy se entiende, es la inclusión de «artículos firmados para los cuales se ha otorgado una gran libertad a los autores (…) sobre temas importantes de actualidad». En aquellos momentos, sin embargo, no todos los autores provienen del mundo académico, sino que, como anuncia Thomas a la Conferencia, pueden ser «publicistas, economistas, empleadores y líderes de organizaciones sindicales». Por ejemplo, uno de los primeros autores publicados, en 1921, es John D. Rockefeller Jr.
Los temas tratados en sus primeros años, también según anuncia Thomas a la Conferencia Internacional del Trabajo, abarcan ya todos los aspectos relacionados con el empleo, el trabajo y la industria: legislación y administración del trabajo, relaciones laborales, producción, precios y costo de la vida, empleo y desempleo, emigración e inmigración, salarios y horas de trabajo, seguridad social, accidentes y enfermedades laborales, condiciones de trabajo, formación profesional, rehabilitación profesional de los mutilados de guerra. Esta amplitud de temas determina el carácter multidisciplinario que la RIT ha conservado hasta el día de hoy.
Su vocación académica, combinada con un objetivo divulgativo, queda expresada en el editorial de su primer número: «Hacía falta una publicación periódica que reuniera toda la información de carácter estadístico y científico relativa al mundo del trabajo y de la industria en todos los países del mundo (…) La nueva Revista Internacional del Trabajo asumirá ahora, en el plano internacional, funciones análogas a las de algunas publicaciones nacionales oficiales de ciertos países. Esta revista contendrá artículos científicos breves e información importante relativa al trabajo y a la industria, presentada de un modo accesible al gran público». Esta afirmación induce a pensar, asimismo, que la RIT podría ser la revista más antigua de carácter internacional especializada en ciencias del trabajo, aunque no se dispone de otros datos que corroboren dicha hipótesis.

## Ediciones lingüísticas
En conexión con el interés que va suscitando la labor de la OIT, así como con los avatares históricos, van apareciendo y desapareciendo ediciones de la RIT en distintos idiomas. La primera de ellas fue la edición alemana, en 1923. En aquel momento, «el idioma alemán es utilizado por más de la mitad de las asociaciones obreras del mundo». La Internationale Rundschau der Arbeit comienza a publicarse mensualmente con objeto de informar «a los lectores de habla alemana de la labor y las investigaciones realizadas por la Oficina», como se indica en el editorial de su primer número. Esta edición continuará hasta 1940, cinco años después de que la Alemania nazi se retire de la OIT (en 1935).
En paralelo se fragua una edición italiana. En 1922 Albert Thomas anuncia la creación de un boletín periódico con traducciones de extractos de la RIT y de otras publicaciones de la OIT del momento. Esta edición saldrá mensualmente desde 1922 bajo el título de Informazioni Sociali, y en 1928 toma el subtítulo de Rivista Internazionale del Lavoro. Su último número aparecerá en 1937, año en el que la Italia de Mussolini se retira de la OIT.
La edición española sigue los pasos de la italiana, pero logrará consolidarse hasta nuestros días como tercera edición oficial, al lado de las ediciones inglesa y francesa. En noviembre de 1923 comienzan a publicarse las Informaciones Sociales, un boletín con artículos de interés para los países de habla hispana y portuguesa. En 1924, dado su éxito, la publicación se amplía y se reestructura, y con el número de enero y febrero de 1930 toma su título actual de Revista Internacional del Trabajo. En ese momento vuelve a aumentarse el número de páginas «con el objeto de ampliar la parte doctrinal de la misma», y se definirá como «edición hispánica de doctrina y legislación internacional del trabajo».
El contenido de la edición española se irá aproximando al de las ediciones inglesa y francesa hasta llegar a su identificación completa en 1951 (salvo por un periodo de 1978 a 1994 en el que la edición española es trimestral y las otras dos son bimensuales). 
El éxito y consolidación de la edición española de la RIT se deben sin duda al entusiasmo con el que los países de América Latina fueron uniéndose a la OIT y participando en sus actividades, así como a la adopción del idioma español (castellano) como tercer idioma de trabajo de la OIT en 1945 y como uno de los idiomas oficiales de las Naciones Unidas en 1946.
En la actualidad, la RIT acepta artículos no solicitados en los tres idiomas, inglés, español y francés, que se traducen sistemáticamente a los otros dos, por lo que las tres ediciones pueden considerarse originales, en función del idioma de los artículos aceptados.

## Premios Nobel y otros grandes pensadores publicados
En la RIT han publicado siete premios Nobel: Léon Jouhaux, Bertil Ohlin, Alva Myrdal, W. Arthur Lewis, Jan Tinbergen, Amartya Sen y Joseph Stiglitz. Otros autores destacados han sido Abba Lerner, Michal Kalecki y Alain Supiot. Los artículos de estos autores en la RIT son un reflejo de las controversias científicas y políticas de su época en torno a los problemas relacionados con el empleo.

### Léon Jouhaux: ampliar la cobertura de la reglamentación internacional del trabajo
El artículo de Léon Jouhaux en la RIT, publicado en 1922, pone de manifiesto la polémica de la extensión del ámbito de aplicación de la legislación laboral internacional a distintos tipos de trabajadores, fuera de la industria. El artículo describe cómo la primera Conferencia Internacional del Trabajo (CIT) definió «el carácter general de la reglamentación internacional del trabajo, teniendo en cuenta al mismo tiempo las reivindicaciones esenciales del movimiento obrero y la aplicación de las normas a los trabajadores de la industria». En la segunda se extendió esta incipiente legislación internacional a la gente de mar, y en la tercera, a los trabajadores de la agricultura. Jouhaux refleja el punto de vista de las organizaciones de trabajadores sobre las labores de esta tercera Conferencia Internacional del Trabajo, y relata las «luchas y enfrentamientos» que tuvieron lugar durante la misma. Las ideas fundamentales que defiende son: la necesidad de soluciones internacionales para responder a la crisis mundial que generó la Primera Guerra Mundial, y el imperativo de no utilizar las dificultades económicas para «provocar un retroceso» de la labor legislativa y de protección de los derechos laborales en el mundo.

### Bertil Ohlin: el modelo sueco se adelanta a Keynes en plena Gran Depresión
Bertil Ohlin publicó dos artículos en la RIT en 1935, en plena época de la Gran Depresión, en los que describe las medidas y políticas adoptadas por Suecia para superar la crisis y analiza las causas de la rápida recuperación de este país. Según describe en su artículo, la combinación de medidas de flexibilidad de los tipos de cambio y de fomento de la inversión con una política fiscal expansionista, obras públicas productivas y apoyo a la agricultura contribuyó a reducir el desempleo y a evitar que los ingresos de la población disminuyeran. Estas son ideas que luego fueron recogidas en la teoría general del empleo, el interés y el dinero de John Maynard Keynes. Esta aplicación temprana de la teoría hizo que tanto el propio Ohlin como toda la escuela sueca reivindicaran haberse adelantado a dicha teoría.

### Abba Lerner: la teoría general de Keynes, explicada
El artículo de Abba Ptachya Lerner publicado por la RIT en 1937 ha sido considerado como el primer trabajo teórico que ayudó a la comprensión de la teoría general de John Maynard Keynes. En él Lerner contrapone dicha teoría a la doctrina ortodoxa de la economía clásica concebida por David Ricardo y define varios conceptos keynesianos clave sobre el empleo. Como describe Lerner, Keynes desmonta los principales argumentos clásicos para explicar el desempleo y defiende una política de fomento del empleo a fin de superar la recesión aumentando la demanda agregada: «Quienes prefieren atenuar la crisis mediante la reducción de los salarios nominales, en vez de proceder directamente a una reducción del tipo de interés o a cualquier otro medio de estimular la inversión de capitales o el aumento del consumo, adoptan la actitud del caminante que abandona el camino principal para meterse por una senda tortuosa y sombría, de mayor dificultad y menos segura, por la única razón de que los peligros que quizás deba afrontar al llegar al punto de destino se le presentan con mayor claridad yendo por la vía normal» (pág. 55).

### Alva Myrdal: control de la natalidad, política social e igualdad
El artículo de Alva Myrdal publicado en la RIT en 1939 describe y defiende el modelo sueco de política demográfica y social de la época, caracterizado por la «regulación nacional de la natalidad» y un «interés por el crecimiento demográfico, aunque solo con el fin de impedir la disminución constante de la población» que se promoverá mediante prestaciones sociales basadas en la familia. Según afirma Myrdal en el artículo, «No se trata de ocultar a la gente cómo controlar la natalidad, ni de dejar que sean las clases más pobres las que soporten la carga principal de la regeneración, sino de aplicar medidas educativas y sociales que estimulen la paternidad y la maternidad voluntarias». Este artículo tiene cabida en la RIT porque dicho programa promueve el empleo de las mujeres casadas mediante una política estatal de prestaciones que favorece al mismo tiempo la igualdad económica y de género. Al poner en el centro las políticas familiares, incluida la «reforma de la legislación sobre cuestiones sexuales», Myrdal y el propio modelo sueco adoptan una perspectiva que permite la integración plena de la mujer en la vida activa y la redistribución equitativa de la renta, como describe el artículo.

### Michal Kalecki: el objetivo del pleno empleo
El artículo de Michal Kalecki en la RIT, publicado en noviembre de 1945, algunos meses después del armisticio, pone de manifiesto la preocupación del momento por lograr el pleno empleo después de la transición a la economía de paz. En él Kalecki analiza la situación económica, presupuestaria y del empleo antes y después de la Segunda Guerra Mundial en los Estados Unidos y en el Reino Unido. En su análisis y búsqueda de soluciones utiliza como instrumento conceptual el «producto nacional neto» y aboga por una política «en materia de finanzas públicas» diferenciada en ambos países para lograr el pleno empleo, en función de su situación antes de la Guerra, «mucho menos ortodoxa en los Estados Unidos que en el Reino Unido».

### W. Arthur Lewis: nace el interés por los países en desarrollo
Sir Arthur Lewis publicó en la RIT en 1969 un artículo en el que analiza las causas del desempleo en los países en desarrollo. Dicho artículo, que es un resumen de las conclusiones de una reunión de economistas celebrada ese mismo año en la Oficina Internacional del Trabajo, es un reflejo de los debates de la época en torno a los nuevos países independizados en el panorama postcolonial. En lo que respecta al desempleo, la conclusión que defiende Lewis en el artículo es que «la solución del problema, en su mayor parte, depende de la política macroeconómica, y no de expedientes aislados».

### Jan Tinbergen: política comercial y empleo
El artículo publicado en la RIT por Tinbergen en 1970 aborda dos temas fundamentales del momento: la división internacional del trabajo y los vínculos entre empleo y política comercial. Este Nobel defiende que «el mayor obstáculo para la buena elección de las industrias más indicadas para los países en vías de desarrollo es en este momento la política comercial restrictiva que siguen los países desarrollados». Critica asimismo los obstáculos establecidos por los países menos adelantados. Sus poderosas razones contribuyeron a los progresos registrados desde entonces en la reducción de los obstáculos al comercio y reforzaron la idea de que corregir las deformaciones del sistema comercial es una manera de fomentar el empleo.

### Amartya Sen: trabajo, igualdad y derechos
El Nobel filósofo y economista Amartya Sen ha publicado tres artículos en la RIT, el primero en 1975, el segundo en 1997 y el tercero en 2000. En el primero defiende las ideas básicas de su obra de referencia Employment, technology and development en la que define las funciones básicas que desempeña el trabajo en el mundo moderno: reconocimiento social, obtención de ingresos y producción. En el segundo pone de relieve que el desempleo no solo supone el problema de la pérdida de ingresos para las personas que lo sufren, sino que además afecta a las calificaciones y la motivación, al equilibrio psíquico y a la vida familiar y social del individuo; asimismo acentúa las desigualdades y obstaculiza el cambio y la innovación tecnológica. Sen entra en la controversia sobre las políticas activas de mercado de trabajo advirtiendo en este artículo que dichos enfoques no funcionarán si no hay suficientes puestos de trabajo al alcance de la población en edad de trabajar. Por último, en el tercer artículo publicado en la RIT, en 2000, Sen reflexiona sobre el concepto de trabajo decente y entra de lleno en la defensa de los derechos laborales abogando por el reconocimiento de los derechos fundamentales «que deben reconocerse aunque no estén proclamados en la legislación porque son consustanciales a toda sociedad decente». Defiende asimismo un enfoque del trabajo que integre tanto los aspectos económicos como los políticos y sociales en el marco de los valores democráticos y, por último la necesidad de superar el planteamiento internacional, «inevitablemente parasitario de la relación entre naciones», para avanzar hacia una acción basada en un planteamiento verdaderamente mundial, o universal, que «no tiene por qué ver a los seres humanos sólo (ni siquiera básicamente) como ciudadanos de uno u otro país, ni aceptar que las interacciones entre ciudadanos de distintos países tengan que ser mediadas por las relaciones entre entidades nacionales».

### Joseph Stiglitz: empleo y protección social para hacer frente a la crisis
Joseph Stiglitz publica dos artículos en la RIT, uno en 2002 (un año después de recibir el premio Nobel) y otro en 2009, en plena Gran Recesión. En el primero, en la línea de Sen y en el contexto de la globalización, Stiglizt afirma que el fin de la actividad económica es mejorar la vida de las personas y defiende el empleo como medio esencial para ello. Denuncia la visión de la economía clásica, que considera el trabajo como una mercancía, así como la infrarrepresentación de los trabajadores y los fallos «generalizados» del mercado, y se opone a las políticas liberales por considerar que no tienen en cuenta la justicia social en la búsqueda de la eficacia económica. En el segundo artículo Stiglitz califica la crisis mundial desencadenada en 2008 como «made in USA», analiza los canales por los que se ha ido extendiendo (mercados financieros, bajada de las exportaciones, descenso de las remesas de los emigrantes, entre otros). Hace referencia a Keynes y a la Gran Depresión, afirmando que el problema, tanto entonces como en la crisis de 2009, fue el desplome de la demanda agregada, que podría agravarse si se flexibilizan demasiado los salarios. De este modo Stiglitz se opone a las políticas de desprotección del empleo aplicadas desde el desencadenamiento de la crisis por los gobiernos de los países europeos. En el artículo aborda también el problema del resurgimiento del proteccionismo y aboga por soluciones de carácter mundial ya en aquella primera fase de la crisis, en la que la mayoría de las medidas se tomaban aún a escala nacional. Advierte del problema de estas medidas y critica el intrusismo del FMI. Por último, defiende una revisión de los paradigmas económicos y de la reglamentación, y la ampliación de la protección social como estabilizador automático de la economía.

### Alain Supiot: someter los mercados al imperio de la ley
El jurista Alain Supiot ha publicado varios artículos en la RIT, en 1996, 1999 y 2010. En ellos defiende una perspectiva del trabajo multidisciplinaria que permita comprender y orientar las transformaciones en la propia naturaleza del trabajo que los efectos de la liberalización económica provocan. En su último artículo, publicado en 2010 en plena Gran Recesión, denuncia la «utopía neoliberal de un ‘mercado total’ omnipresente», la «despolitización ‘científica’ de la economía» y la conversión del trabajo, la tierra, el dinero y el derecho en mercancías, lo cual conduce incluso a la posibilidad de «elección del ordenamiento jurídico más complaciente», o «law shopping» en el contexto de la globalización. Supiot aboga en este artículo por el retorno al Estado de derecho y, en lo que respecta al trabajo, una recuperación del espíritu de la Declaración de Filadelfia de 1944, «a fin de acabar con la subordinación de la humanidad a la eficiencia económica».